# 日本テレビ系列昼ニュース枠
日本テレビ系列昼ニュース枠（にほんテレビけいれつひるニュースわく）は、日本テレビをはじめとするNNN系列で、毎日昼に放送されている報道番組の一覧のことである。

## 各番組の歴史
- 昼のニュースは開局してすぐ開始、当初は『NTVニュース』というタイトルで、月〜日12:00 - 12:15だが、1958年3月28日から枠は不変のまま『日本テレニュース』と改題した。なおこの間の1957年4月1日からは、月〜土の12:45 - 13:00に主婦向けの『婦人ニュース』（第1期）も開始、以後1966年10月29日まで月〜土の日本テレビの正午枠にはこの2本が存在した。
- 1966年4月の「NNN協定」成立を機に、10月29日で『日本テレ』『婦人』の2本を廃止、これに代わって10月31日より、月〜土にカラーニュースショーと銘打った30分のキャスターニュース『NNNワイドニュース』を設置[1]（日曜版は枠不変のまま『NNNニュース』に改題）、当初は12:30 - 13:00枠だったが、1968年10月から平日12:30 -13:30に『お昼のワイドショー』（土曜は『コロムビア歌をあなたに』）が設置されると30分繰上げた。
- 1972年1月の改編で『お昼のワイドショー』が30分繰上がると、昼のニュース枠は新たに11:30に移動し、『NNNニュース』と改題、以後改題を繰り返しながら現在まで継続している。なお土曜日は枠移動と同時に、12:00 - 12:30に週末の総集編的なニュース番組『NNN土曜特集』を設置したが、1974年春に13:30に『時間だヨ!アイドル登場』が設置されたのを機に、『それいけ10円!私書箱880』と『やじうま寄席』がそれぞれ30分繰上がったため、2年で放送を終えた。
- 一方の日曜は『NNNニュース』になっても、依然として12:00で放送していたが、1982年4月に『新婚さん!目方でドン!』（12:00 - 13:00）の設置のため11:45 - 12:00に移動、やがて日曜版も11:30開始に変更された。
- 平日について、2006年7月までは日本テレビ制作であったが、同年8月から日テレNEWS24（CS）制作に移管され、現在に至る。また、平日の昼ニュースとしては、民放5大系列の中で唯一、系列のCS局制作となっている。

## 主な番組
ほとんどの時期で平日・週末ともに同じ番組を放送。
- NTVニュース（1953年8月 - 1958年3月27日）
- 日本テレニュース（1958年3月28日 - 1966年10月30日）
- NNNワイドニュース（平日・土曜） / NNNニュース（日曜）（1966年10月31日 - 1972年1月2日）
- NNNニュース（1972年1月3日 - 1974年3月31日）
- NNN昼のニュース（1974年4月1日 - 1996年3月31日）
- NNNニュースダッシュ→NNNニュースD→NNN News D（1996年4月1日 - 2007年9月30日）
  - 平日は2006年7月までは日本テレビ制作であったが、同年8月から日テレNEWS24（CS）制作に移管される
- NNNストレイトニュース（2007年10月1日 - ）[注釈 1]、平日は日テレNEWS24（CS）制作）
  - 日本テレビのみ、土曜の放送は『ゼロイチ』（2021年4月3日 - ）に内包。日本テレビ以外のゼロイチネット局は『NNNストレイトニュース』として放送。また、ゼロイチ非ネット局も同様のタイトルで放送している。
- ストレイトニュース（月曜 - 木曜、2023年4月3日 - ）
  - NNN冠のつかないローカルパート、任意ネット、NNNストレイトニュースとともに放送。当番組の放送開始に伴い、日本テレビ・札幌テレビ・中京テレビでは月曜 - 木曜に限り、本枠の放送時間がこれまでの15分から25分に実質上拡大した（即ち、オムニバス化）。

## 備考
現在は、日テレNEWS24（CS）に加え、地上波ではテレビ大分・テレビ宮崎を除く28局ネットで放送。
また、名古屋テレビ放送（NBN）はANN（朝日テレビニュース）とのクロスネット局時代は、新聞社資本の都合上、11:50からの『ANNニュース』（ANN結成前は「朝日新聞ニュース」<「朝日新聞製作・NETニュース」改題>）に続けて連続して放送したことがあった。中京テレビ放送（CTV）は開局から系列一本化するまでの間（1969年4月 - 1973年3月）、CTVは日本テレビ系列のネットワーク組織（NNN・NNS）に参加しなかった（ANNニュースネットには当初から参加しているが、NBNへの配慮して昼と夕方のANNニュースは放送せず）ため、この形式を維持した。